# Малая Бальзуга
Малая Бальзуга (баш. Бәләкәй Бәлзүгә) — деревня в Татышлинском районе Башкортостана, входит в состав Новотатышлинского сельсовета. 

## Население
| 2002 | 2009 | 2010 |
| ---- | ---- | ---- |
| 281  | ↘267 | ↘246 |

Национальный состав
Согласно переписи 2002 года, преобладающая национальность — удмурты (99 %).

## Географическое положение
Расстояние до:
- районного центра (Верхние Татышлы): 15 км,
- центра сельсовета (Новые Татышлы): 5 км,
- ближайшей ж/д станции (Куеда): 40 км.

## Известные уроженцы
- Гарипов, Менсадык Гарипович (16 февраля 1946 — 12 октября 1998) — удмуртский российский художник, график, иллюстратор, Заслуженный художник РСФСР (1991), Народный художник Удмуртской Республики (1996)[5].